# Сила каббалы (книга)
Сила каббалы (англ. Power of Kabbalah) — популярное изложение каббалы в трактовке «Центра изучения Каббалы».
Автор книги Йегуда Берг, сын основателя «Центра» Ф. Берга, объясняет духовные принципы каббалы и их практическое использование в нашей жизни. Даются ответы на вопросы: как и почему возник наш мир, кто мы и в чём наше предназначение, что мешает нам побороть свои дурные привычки и как наполнить нашу жизнь смыслом, пониманием и удовлетворением. 
В своей книге Й. Берг описывает каббалу как глобальное духовное учение, объясняющее причины хаоса как в глобальном так и в личном аспекте. В книге также каббала связывается с наукой, так, автор утверждает что теория большого взрыва похожа на процесс сотворения мира согласно описанию каббалиста Ари (XVI век), и приводит цитату профессора Митио Каку о сходстве древних каббалистических учений с теорией суперструн.